# Gekiga
Gekiga är en genre inom den japanska serietraditionen (mangan) och betecknar realistisk tecknade serier, i motsats till den huvudsakliga japanska serietraditionen, i Osamu Tezukas efterföljd. Begreppen innefattar dels våldsamma serier som "Ensamvargen" och "Crying Freeman", men också självbiografiska och vardagsrealistiska serier.
Termen betyder "dramatiska bilder" och myntades på 1950-talet av Yoshihiro Tatsumi, i dennes strävan efter att distansera sig från Tezuka.